# Dub Mnich
Dub Mnich nebo Mnich dub, polsky Dąb Mnich, je památkově chráněný strom -  dub letní (Quercus robur L.), rostoucí na území vesnice Mnichów ve gmině Jędrzejów v okrese Jędrzejów ve Svatokřížském vojvodství v centrálním Polsku. Roste v lese poblíž silnice z Mnichova do Mniszku u rybniční soustavy potoka Jedlnica v mezoregionu Płaskowyż Jędrzejowski.

## Popis a historie stromu

### Původ názvu stromu
Podle legendy vyrostl dub na místě hrdinské smrti mnicha Rotwalda, který byl zakladatelem nedaleké vesnice Mnichów. Mnich, pravděpodobně cisterciák, z kláštera Jedrzejów, prý zemřel při obraně ženy napadené lupiči.

### Popis stromu
Obvod kmene stromu ve výčetní výšce je více než 7 m a obvod kmene u země je více než 10 m. Stáří stromu se k roku 2025 odhaduje na 620±100 let. V posledním období je strom poškozen v důsledku atmosférických vlivů a vichřice.

## Galerie

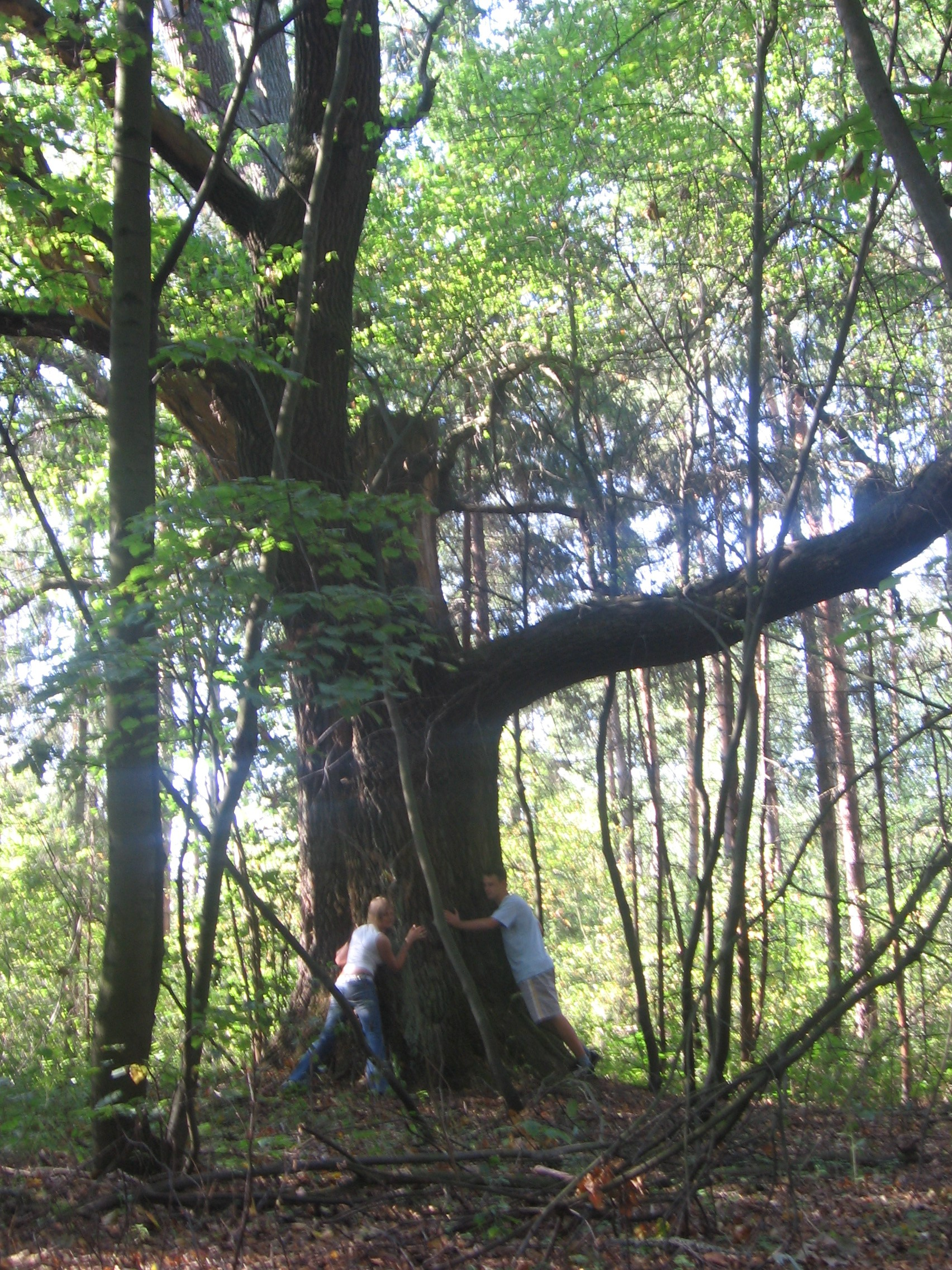
Pohled na strom v lese (září 2006)